# Dracophyllum kirkii
Dracophyllum kirkii är en ljungväxtart som beskrevs av Sven Berggren. Dracophyllum kirkii ingår i släktet Dracophyllum och familjen ljungväxter. Inga underarter finns listade i Catalogue of Life.